# Пользінген
Пользінген (нім. Polsingen) — громада в Німеччині, розташована в землі Баварія. Підпорядковується адміністративному округу Середня Франконія. Входить до складу району Вайсенбург-Гунценгаузен.
Площа — 33,87 км2. Населення становить 1823 ос. (станом на 31 грудня 2020).